# Mohamed Ben Rahím
Mohamed Ben Rahím (arabul: محمد بن رحيّم); Szfaksz, 1951. március 20. – Szfaksz, 2020. augusztus 21.) tunéziai válogatott labdarúgó.

## Pályafutása

### Klubcsapatban
1970 és 1979 között a CS Sfaxien, 1979 és 1980 között a szaúdi en-Naszr csapatában játszott. 1980 és 1981 között az Egyesült arab emírségbeli El-Ajn FC játékosa volt. 1981 és 1986 között ismét a Sfaxien csapatában szerepelt. Négyszeres tunéziai bajnok.   

### A válogatottban
1972 és 1980 között 35 alkalommal szerepelt a tunéziai válogatottban és 4 gólt szerzett. Részt vett az 1978-as világbajnokságon, ahol a Mexikó, a Lengyelország és az NSZK elleni csoportmérkőzéseken kezdőként lépett pályára.

## Sikerei, díjai
CS Sfaxien
- Tunéziai bajnok (4): 1970–71, 1977–78, 1980–81, 1982–83